# Eugenius Johann Christoph Esper
Eugenius Johann Christoph Esper (Wunsiedel, 2 de junho de 1742 — 27 de julho de 1810) foi um entomólogo alemão. Nasceu em Wunsiedel na Bavieira, tendo sido professor de zoologia na Universidade de Erlangen.
Eugenius e o seu irmão Friedrich foram envolvidos na temática de história natural em idade jovem pelo pai Friedrich Lorenz Esper, um botânico amador. Encorajado a abandonar os estudos de teologia pelo seu professor de botânica Casimir Christoph Schmidel (1718–1792) Eugenius Esper, acabou por estudar história natural.
Obteve o grau de PhD na Universidade de Erlangen em 1781 com uma tese intitulada De varietatibus specierum in naturale productis. No ano seguinte, começou a ensinar na universidade, inicialmente num nível de professor mal remunerado, até que em 1797 se tornou professor de filosofia. Dirigiu o departamento de história natural em Erlangen a partir de 1805. Graças a ele, as colecções de minerais, aves, plantas, conchas e insectos sofreu um aumento apreciável.
Nos tempo de lazer, Esper dedicava-se ao estudo da natureza e à preparação de manuscritos relacionados com história natural. Foi o autor de uma série pequenos livros intitulada Die Schmetterlinge in Abbildungen nach der Natur mit Beschreibungen publicados entre 1776 e 1807. Eram ricamente ilustrados; minerais, aves, plantas, conchas e insectos retratados em 438 pranchas coloridas à mão. A segunda obra foi publicada em 1829-1830 com Toussaint de Charpentier (1779–1847). Foi uma importante obra sobre borboletas da Alemanha, seguindo o sistema de Lineu. Foi também um percursos na área da paleopatologia.
A revista de entomologia Esperiana, Buchreihe zur Entomologie, criada em 1990, comemora o seu nome e obra.